# Wash (Prison Break)
Wash este al  18-lea episod din sezonul al 2-lea al serialului de televiziune Prison Break.